# Santa María de la Alameda
Santa María de la Alameda ist eine zentralspanische Gemeinde (municipio) mit 1.517 Einwohnern (Stand: 2024) im Westen der Autonomen Gemeinschaft Madrid. Zur Gemeinde gehören die Ortschaften Las Herreras, La Hoya, Navalespino, La Paradilla, Robledondo, Santa María de la Alameda, El Pimpollar und Santa María Estación.

## Lage
Santa María de la Alameda liegt im Westen der Gemeinschaft Madrid ca. 55 km nordwestlich von Madrid. Der Río Cofio begrenzt die Gemeinde im Westen. Im Nordosten der Gemeinde befinden sich der Wasserfall von Hornillo und der Stausee Embalse del Tobar. 

## Bevölkerungsentwicklung
| 1930 | 1950 | 1970 | 1981 | 1991 | 2001 | 2011 | 2021 |
| ---- | ---- | ---- | ---- | ---- | ---- | ---- | ---- |
| 1250 | 1071 | 851  | 759  | 705  | 826  | 1152 | 1436 |

## Sehenswürdigkeiten

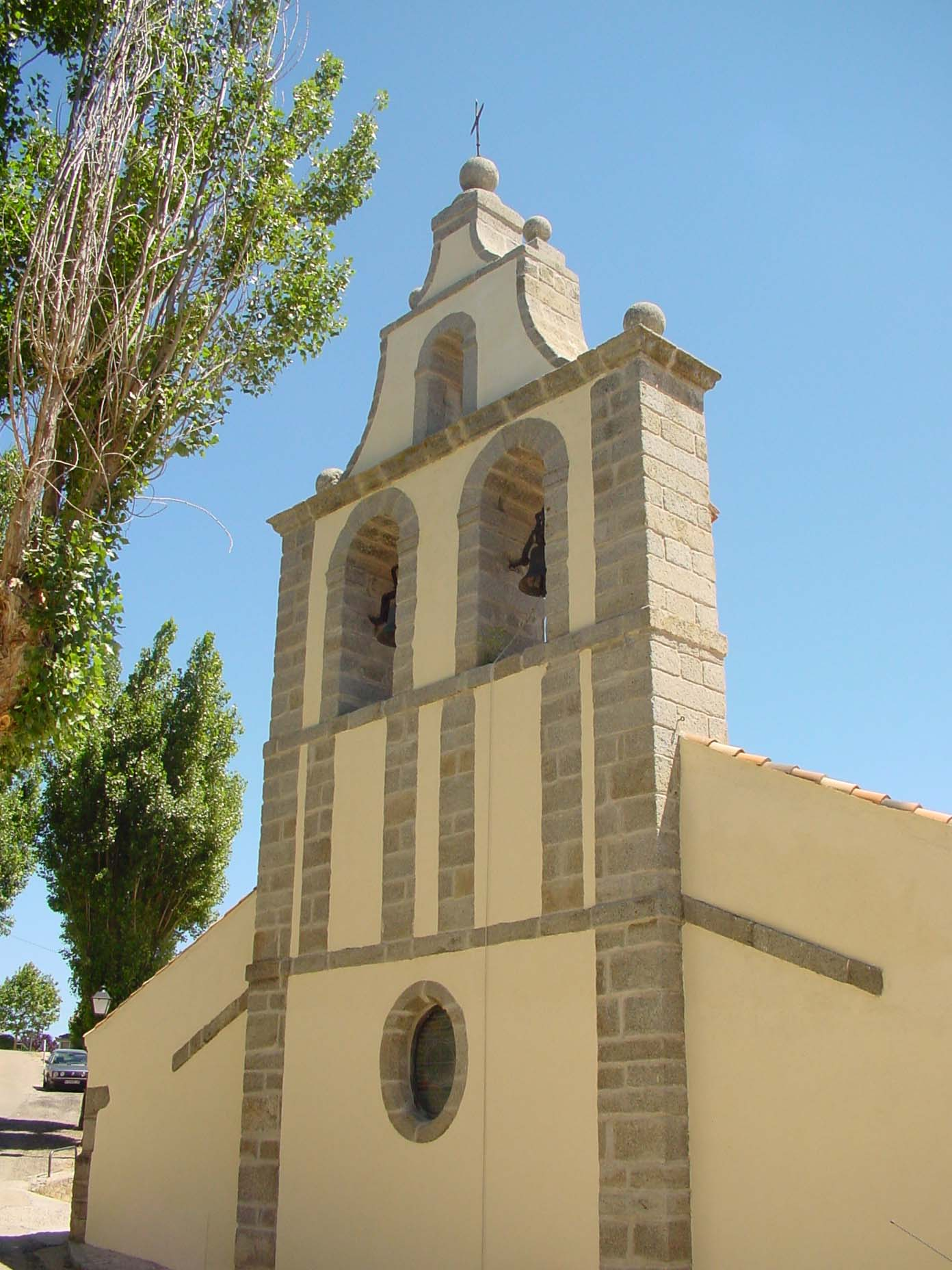
Pfarrkirche
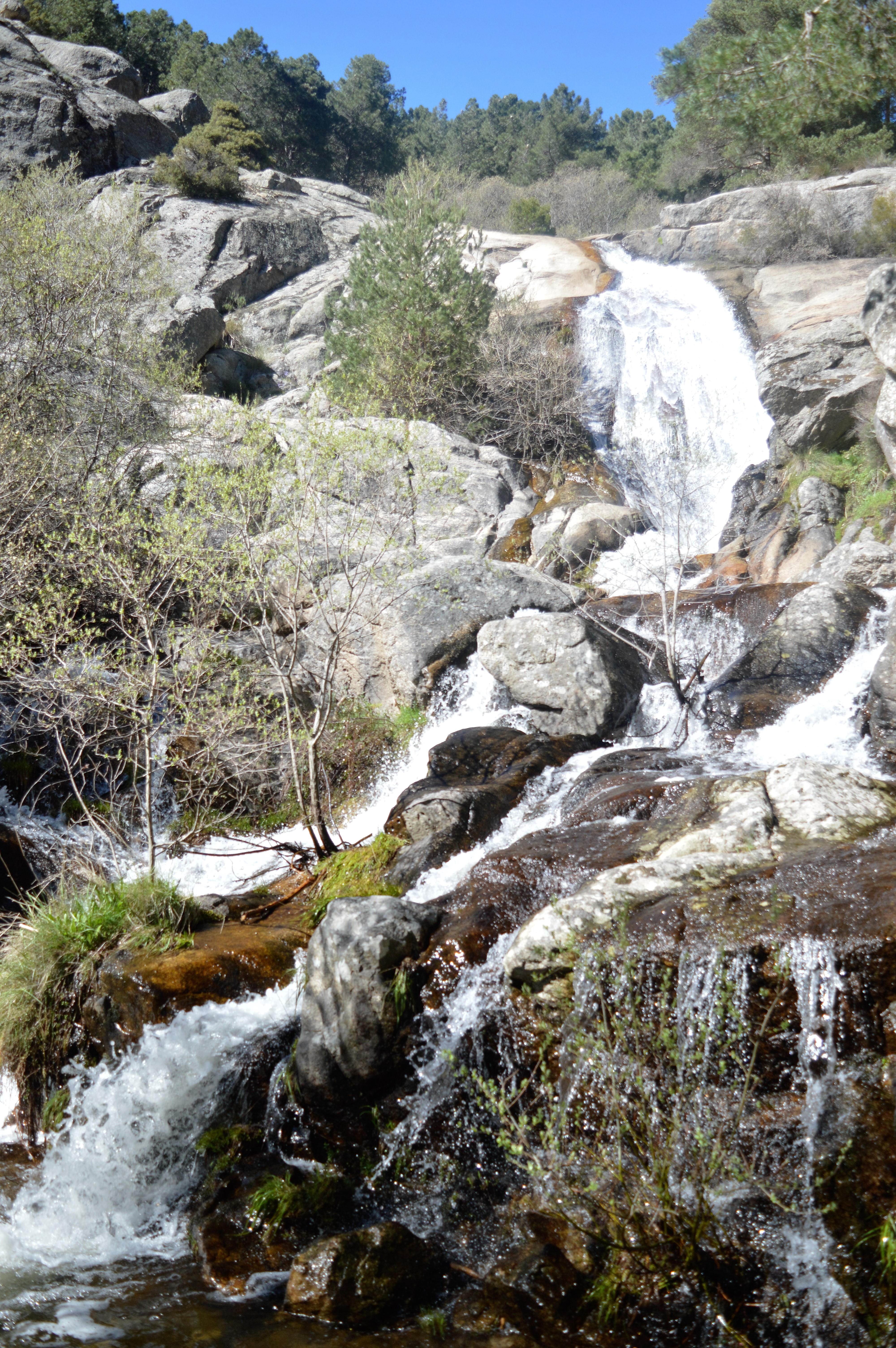
Wasserfall von Hornillo
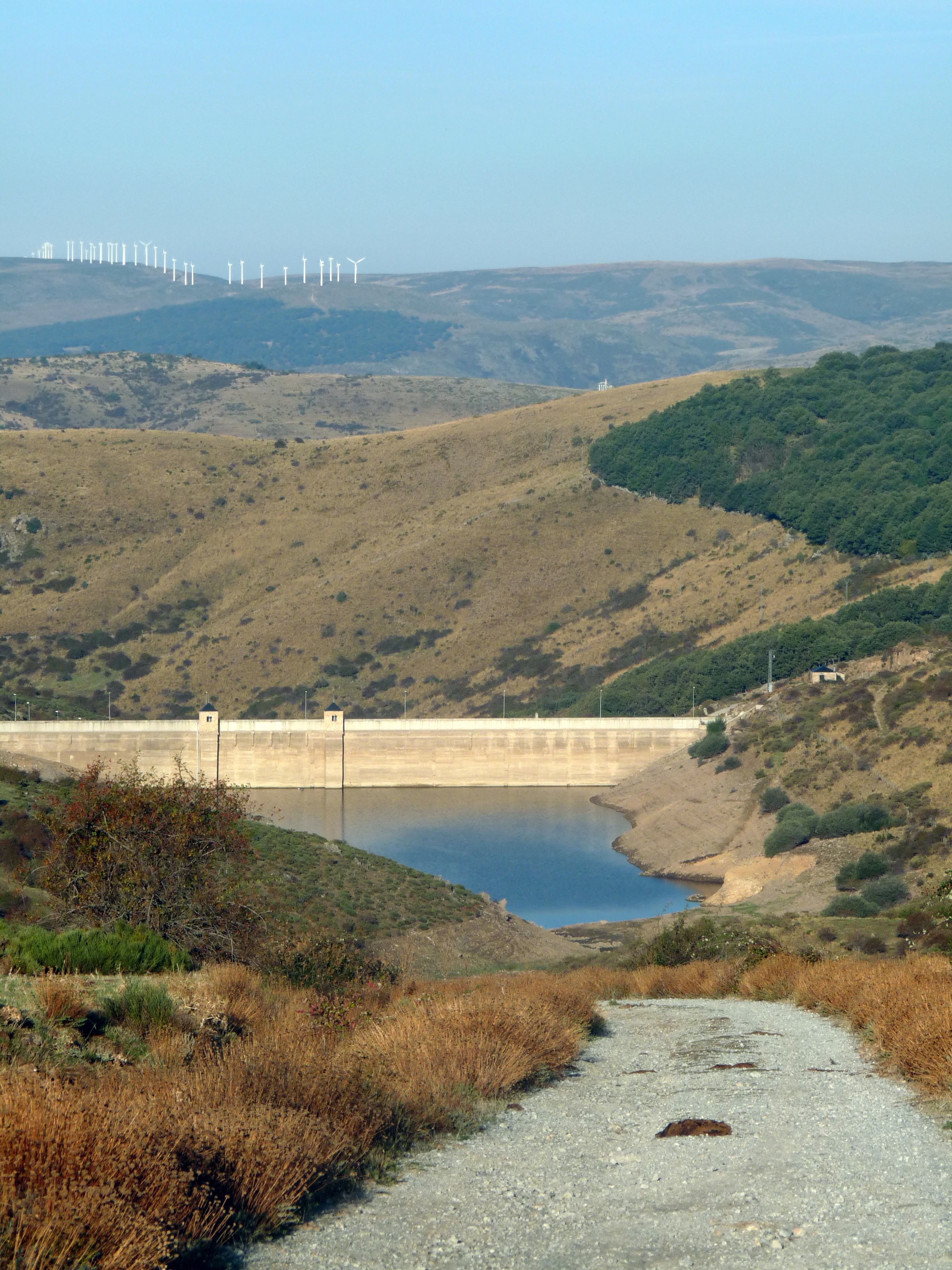
Stausee des Tobar
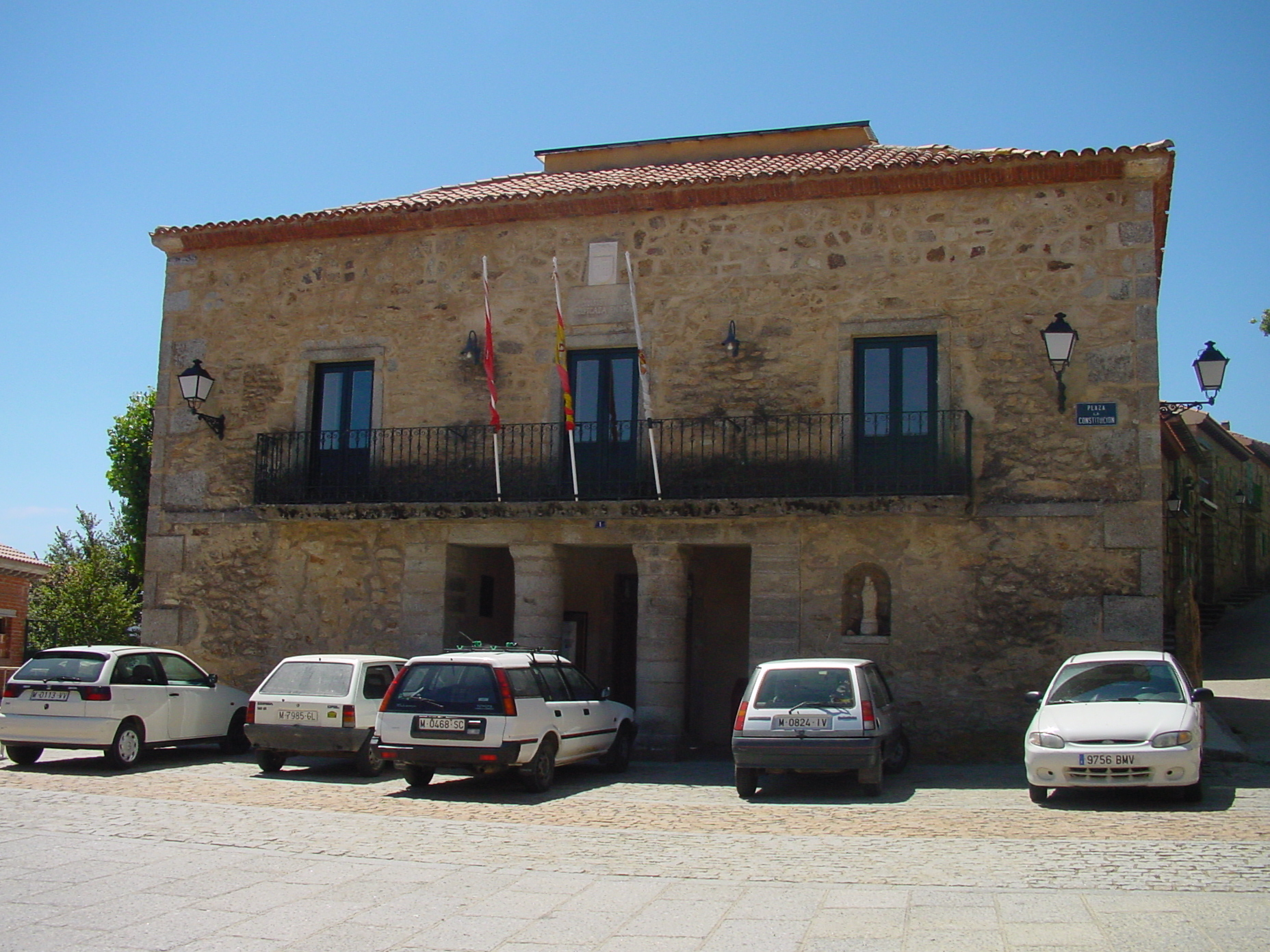
Rathaus

- Pfarrkirche
- Wasserfall Hornillo
- Stausee des Tobar
- Rathaus